# Pilulka Lékárny
Pilulka Lékárny je řetězec „kamenných“ lékáren provozovaný společností Pilulka Lékárny a.s. a založený Petrem a Martinem Kasovými. Síť „růžových“ lékáren pod značkou Pilulka Lékárny vznikla začátkem roku 2015 a je součástí jedné z největších farmaceuticko-lékárenských skupin v České republice a na Slovensku. Skupinu tvoří mimo kamenných lékáren Pilulka internetové portály Pilulka.cz a Pilulka.sk (Slovensko), Pilulka.ro (Rumunsko), Pilulka.hu (Maďarsko), Pilulka.at (Rakousko), lékárenský distributor Pilulka Distribuce, alianční sítě lékáren CoPharm. Ke dni 1. 6. 2020 došlo k fúzi společností ve skupině v ČR pod společnost Pilulka Lékárny a.s..

## Kamenné lékárny
Společnost provozuje vlastní kamenné lékárny a lékárny registrované formou franšízy pod označením Pilulka Lékárny. V září 2017 to bylo celkem 74 lékáren Pilulka a počtem se jednalo o třetí největší lékárenský řetězec v České republice. K 1. lednu 2019 počet lékáren vzrostl na 125, když 40 bylo provozováno přímo společností Pilulka Lékárny a 85 bylo franšízových. 1. listopadu 2019 se již jednalo o 136 Pilulka lékáren na území České republiky. V červnu 2020 bylo v České republice 146 Pilulka Lékáren.

## Internetové lékárny
Společnost v rámci skupiny provozuje internetové lékárny Pilulka.cz zavedla jako první lékárna v České republice dovoz léčiv v den objednání (same day delivery). Společnost spustila jako první internetový obchod v České republice platby Apple Pay.
Internetová lékárna Pilulka byla oceněna v rámci soutěže Křišťálová Lupa 2015 jako vítěz v kategorii E-commerce inspirace. V roce 2017 pak společnost získala od Asociace pro elektronickou komerci (APEK) cenu E-commerce Awards 2017 za inovativnost.
Pilulka byla v říjnu 2019 oceněna z rukou místopředsedy vlády a ministra průmyslu a obchodu Karla Havlíčka za přínos v digitalizaci a inovaci obchodu. 
Aplikace Pilulka.cz umožňovala plošně všem uživatelům, znalým kódu receptu, nahlížet do elektronického záznamu receptu v Centrálním úložišti elektronických receptů (dále jen „CÚeR“). Úřad pro ochranu osobních údajů v roce 2020 označil toto chování aplikace jako nejzávažnější incident, který vyplynul z kontroly zpracování osobních údajů v CÚeR Státního ústavu pro kontrolu léčiv.
Pilulka Lékárny provozovala rezervační systém elektronických receptů na www.erecept.cz. Na základě rozhodnutí plynoucího z mimosoudního sporu (ADR) byla doména erecept.cz převedena na Státní ústav pro kontrolu léčiv, protože její používání kolidovalo s ochranou známkou eRecept registrovanou SÚKL. Stalo se tak 16.12.2020. 

## Vstup na burzu
Při první veřejné nabídce akcií bylo v říjnu 2020 upsáno 725 040 kusů za cenu 424 Kč. S akciemi společnosti se obchoduje na trhu START Burzy cenných papírů Praha a také na burze RM-SYSTÉM. Pilulka je první českou veřejně obchodovanou společností ze sektoru e-commerce a za vstup na kapitálový trh obdržela Křišťálovou lupu v kategorii "e-commerce inspirace".